# Asura Cryin'
Asura Cryin' (アスラクライン, Asura Kurain) est une série de light novel écrite par Gakuto Mikumo et illustrée par Nao Watanuki. La série a débuté le 10 juin 2005, publiée par ASCII Media Works et imprimée par Dengeki Bunko. Le light novel a été adapté par Ryō Akizuki en manga de type shōnen et publié depuis le 27 septembre 2008 dans le mensuel Dengeki Daioh, et une adaptation en anime a débuté au Japon en avril 2009,.

## Résumé
Tomoharu Natsume est hanté par son amie d'enfance, Misao Minakami, qui est devenue un fantôme, après un accident d'avion qu'ils ont eu il y a trois ans. Ils vivent depuis ensemble et vont au lycée, Meiō-tei. Tout change quand une fille nommée Kurosaki Shuri apparaît et lui donne une mallette appartenant au frère de Tomoharu, Naotaka Natsume, qui lui a demandé de lui remettre. Alors beaucoup de personnes essayent de s'en prendre à lui jusqu'à ce qu'il ouvre enfin cette dernière…

## Personnages
- Tomoharu Natsume (夏目 智春, Natsume Tomoharu?)

Voix japonaise : Miyu Irino
C'est le héros de la série, il est souvent appelé « Tomo » par ses amis. Il est le « manieur » de l'Asura Machina Kurogane et devient Asura Cryin' après avoir conclu un contrat avec Kanade Takatsuki, ce qui a donné naissance à Perséphone. Il avoue qu'il est amoureux de Kanade, mais après la restriction de Misao il est incapable de choisir entre elle ou Kanade parce qu'il aime tout autant les deux, mais les trois s'accordent qu'il n'a pas à le faire.
- Misao Minakami (水無神 操緒, Minakami Misao?)

Voix japonaise : Haruka Tomatsu
C'est l'amie d'enfance de Tomoharu et l’héroïne principale de l'histoire. Elle apparaît avec Tomoharu comme une projection spectrale/fantôme ; on découvre plus tard qu'elle est en fait la « Bérial Doll » de l'Asura Machina de Tomoharu : Kurogane. Elle aime Tomo plus que tout et ferait n'importe quoi pour lui.
- Kanade Takatsuki (嵩月 奏, Takatsuki Kanade?)

Voix japonaise : Ai Nonaka
Elle est la seconde héroïne de la série. C'est une démone qui devient amie avec Tomoharu, dont elle semble avoir des sentiments pour ce dernier. Plus tard, dans la série, ils passent un contrat faisant de Tomoharu un Asura Cryin' et en parallèle cela donne naissance à Perséphone, leur enfant, un hibou.
- Ania Fortuna (アニア·フォルチュナ·ソメシェル·ミク·クラウゼンブルヒ, Ania Foruchuna Somesheru Miku Kurauzenburuhi?)

Voix japonaise : Sayuri Yahagi
Elle est une jeune génie et une démon aux cheveux blonds qui a été transféré à l'école de Tomoharu pour la placée sous ses soins et de cela la protéger d'un chasseur de démon.
- Shuri Kurosaki (黒崎 朱浬, Kurosaki Shuri?)

Voix japonaise : Rie Tanaka
C'est la senpai de Tomo, Misao et Kanade. Son corps est truffé d'armes. Elle est en réalité Yukari Kurosaki, sa sœur jumelle ; elle se fait passer pour sa sœur depuis que la vrai Shuri est devenue la bérial doll du Shirogane.
- Toru Kitsutaka (橘高 冬琉, Kitsutaka Tōru?)

Voix japonaise : Yuko Kaida
C'est la présidente du 3e Conseil Étudiant, fondé par les membres de la « Royal Dark Society ». Elle porte le stigmate du prêcheur maudit. Des indices laissent supposer qu'elle serait la précédente « manieuse » du Kurogane.
- Reishirō Saeki (佐伯 玲士郎, Saeki Reishirō?)

Voix japonaise : Showtaro Morikubo
Il est le directeur du 1er Conseil Étudiant du lycée. Il est le « manieur » de l'Asura Machina Shuisui.
- Aine Shizuma (志津間 哀音, Shizuma Aine?)

Voix japonaise : Satomi Satō
C'est la cousine de Reiko et Reishirō. Elle semble avoir été dans le même état que Misao.
- Reiko Saeki (佐伯 玲子, Saeki Reiko?)

Voix japonaise : Kimiko Koyama
La petite sœur de Reishirō.
- Rikka Kurasawa (倉澤 六夏, Kurasawa Rikka?)

Voix japonaise : Eri Kitamura
C'est la présidente du 2e Second Conseil Étudiant. Elle est une « manieuse » d'Asura Machina.
- Yō Susugihara (雪原 瑶, Susugihara Yō?)

Voix japonaise : Sayori Ishizuka
Il est l'ancien manieur de Shirogane. Yō est appelé « GD's Destra ».
- Aki Kitsutaka (橘高 秋希, Kitsutaka Aki?)

Voix japonaise : Hiromi Hirata
La sœur de Toru.
- Haruna Chiyohara (千代原 はる奈, Chiyohara Haruna?)

Voix japonaise : Reiko Takagi
Elle est membre du GD et la seconde de Yō. Elle parle en vieux japonais. Elle est la « manieuse » de l'Asura Machnia Aenka.
- Naotaka Natsume (夏目 直貴, Natsume Naotaka?)

Voix japonaise : Miyu Irino
Le grand frère de Tomoharu étudiant à l'étranger.
- Kazuha Sonomiya (苑宮 和葉, Sonomiya Kazuha?)

C'est la demi-sœur de Tomoharu. Kazuha est aussi hantée par un fantôme nommé Saika (咲華). Tomoharu pense qu'elle ne l'aime pas, en fait si mais elle ne lui dit pas car elle est timide.
- Yukari Kurosaki (黒崎 紫浬, Kurosaki Yukari?)

Voix japonaise : Rie Tanaka
La sœur jumelle de Shuri.
- Takaya Kagakagari (加賀篝 隆也, Kagakagari Takaya?)

Voix japonaise : Kazuya Nakai
C'est le principal antagoniste de la première saison. Il est bon guitariste et est chasseur de démon. Il est le « manieur » de l'Asura Cryin' King Road.

## Asura Machina
Il s'agit de robot fonctionnant grâce à une âme scellée en eux (Takastuki en parle comme un sacrifice). Chaque Asura Machina possède une capacité qui lui est propre et qu'elle peut utiliser de différente façon. Une Asura Machina fonctionne en mettant à disposition du manieur l'âme du sacrifice sous forme de pouvoir. Si le manieur sacrifie l'âme enfermée dans l'Asura Machina, celle-ci cesse de fonctionner et il reçoit le stigmate du prêcheur maudit. Ce stigmate immunise contre la magie et décuple les capacités physiques. En contre-partie, on devient incapable de voir les âmes scellées (même Misao que tous peuvent voir).
- Kurogane : Contrôlé par Tomoharu via Misao. Il est noir orné de jaune, et possède une allure assez imposante. Il peut contrôler la gravité.
- Shirogane : Contrôlé par Yō via Yukari (qui est en fait la vrai shuri). Il est blanc orné de jaune. Son nom, comme son allure, laisse supposer qu'il est étroitement lié à Kurogane. Il peut ouvrir des passages vers une autre dimension (et donc se déplacer via un changement dimensionnel).
- Shusui : Contrôlé par Reishirō. Il manipule la glace. En sacrifiant l'âme de Aine pour sauver les passagers de l'avion, il obtiendra le stigmate du prêcheur maudit.
- Aenka : Contrôlé par Hiruna. Il manipule des mèches explosives qu'il peut utiliser comme fils.
- King Road : Contrôlé par Takaya. Il est rouge. Il peut manipuler le temps.

## Productions et supports

### Light novel

#### Listes des volumes
| no | Japonais                                              | Japonais          | Japonais          |
| no | Titre                                                 | Date de sortie    | ISBN              |
| -- | ----------------------------------------------------- | ----------------- | ----------------- |
| 1  | Asura Kurain (アスラクライン)                         | 10 juillet 2005   | 978-4-8402-3090-2 |
| 2  | Yoru to UMA to D Kappu (夜とUMAとDカップ)             | 10 octobre 2005   | 978-4-8402-3179-4 |
| 3  | Yamaihakikara (やまいはきから)                        | 10 février 2006   | 978-4-8402-3308-8 |
| 4  | Himitsu no tenkōsei no Himitsu (秘密の転校生のヒミツ) | 10 juin 2006      | 978-4-8402-3449-8 |
| 5  | Raku-kō Andāwārudo (洛高アンダーワールド)             | 10 septembre 2006 | 978-4-8402-3550-1 |
| 6  | Oshiete seito kaichō! (おしえて生徒会長!)             | 10 janvier 2007   | 978-4-8402-3685-0 |
| 7  | Kogoete nemure (凍えて眠れ)                           | 10 mai 2007       | 978-4-8402-3842-7 |
| 8  | Manatsu no yoru no naitomea (真夏の夜のナイトメア)    | 10 août 2007      | 978-4-8402-3934-9 |
| 9  | KLEIN Re-MIX                                          | 10 décembre 2007  | 978-4-8402-4118-2 |
| 10 | Kagaku-bu Kaimetsu (科學部カイメツ)                   | 10 juin 2008      | 978-4-04-867088-3 |
| 11 | Meguriai isekai (めぐりあい異世界)                    | 10 octobre 2008   | 978-4-04-867267-2 |
| 12 | Sekai hōkai Kauntodaun (世界崩壊カウントダウン)       | 10 avril 2009     | 978-4-04-867763-9 |
| 13 | Sakura sakura (さくらさくら)                          | 10 novembre 2009  | 978-4-04-868141-4 |
| 14 | The Lost Files                                        | 10 février 2010   | 978-4-04-868334-0 |

### Anime

#### Listes des épisodes

##### Première saison
| No | Titre français                                          | Titre japonais               | Titre japonais                           | Date de 1re diffusion |
| No | Titre français                                          | Kanji                        | Rōmaji                                   | Date de 1re diffusion |
| -- | ------------------------------------------------------- | ---------------------------- | ---------------------------------------- | --------------------- |
| 1  | Asura Machina                                           | 機巧魔神(アスラ·マキーナ)    | Kikō majin (Asura Makīna)                | 2 avril 2009          |
| 2  | L'anéantissement d'un futur proche                      | 未来に滅びるということ       | Mirai ni horobiru to iu koto             | 9 avril 2009          |
| 3  | L'ombre de la lumière de la science                     | 科学の光が落とす影           | Kagaku no hikari ga otosu kage           | 16 avril 2009         |
| 4  | Des sentiments sans direction                           | 行き場を無くした想い         | Ikiba wo nakushita omoi                  | 23 avril 2009         |
| 5  | Le croisement du cœur et du corps                       | 交わり合う心と身体           | Majiwariau kokoro to karada              | 30 avril 2009         |
| 6  | La vie née au-delà des ténèbres                         | 闇の向こうに浮かぶ贄         | Yami no mukō ni ukabu nie                | 7 mai 2009            |
| 7  | Le rêve éparpillé dans le ciel cruel                    | 無情な空に散った夢           | Mujō na sora ni chitta yume              | 14 mai 2009           |
| 8  | La jeune fille responsable du désastre                  | 災厄の王の末娘               | Saiyaku no Ō no suemusume                | 21 mai 2009           |
| 9  | Une existence interdite qui ne devrait être             | 存在するはずのない禁忌の存在 | Sonzai suru hazu no nai kinki no sonzai  | 28 mai 2009           |
| 10 | Relié par la chaîne du temps                            | 刻の鎖につながれて           | Toki no kusari ni tsunagarete            | 4 juin 2009           |
| 11 | L'ordinaire et l'extraordinaire se trouvant à tes côtés | 隣にいてくれる日常と非日常   | Tonari ni itekureru nichijō to hinichijō | 11 juin 2009          |
| 12 | Avant la fin du monde                                   | 世界が枯れるまで             | Sekai ga kareru made                     | 18 juin 2009          |
| 13 | Les stigmates du pêcheur maudit                         | 呪われた罪人の烙印           | Norowareta zainin no rakuin              | 25 juin 2009          |

##### Seconde saison
| No | Titre français                                                                           | Titre japonais                            | Titre japonais                       | Date de 1re diffusion |
| No | Titre français                                                                           | Kanji                                     | Rōmaji                               | Date de 1re diffusion |
| -- | ---------------------------------------------------------------------------------------- | ----------------------------------------- | ------------------------------------ | --------------------- |
| 14 | Le monde disparu et les ruines de la mémoire                                             | 消滅の世界と記憶の残骸                    | Shōmetsu no sekai to kioku no zangai | 1er octobre 2009      |
| 15 | La Bérial Doll mangée par le démon                                                       | 悪魔に食われた副葬処女（べリアル·ドール） | Akuma ni kuwareta (Beriaru Dōru)     | 8 octobre 2009        |
| 16 | Choix libre et restreint                                                                 | 自由で不自由な選択肢                      | Jiyū de fujiyū na sentakushi         | 15 octobre 2009       |
| 17 | Moulé dans un nuage de poussière                                                         | 生け贄の名を喚ぶ代償                      | Ikenie no na wo yobu daishō          | 22 avril 2009         |
| 18 | La relation douloureuse entre l'amour et les pouvoirs démoniaques vérité que je te dédie | 愛と魔力のせつない関係                    | Ai to maryoku no setsunai kankei     | 29 octobre 2009       |
| 19 | La vérité que je te dédie                                                                | 君に捧ぐ真実                              | Kimi ni sasagu shinjitsu             | 5 novembre 2009       |
| 20 | L'heure de la destruction, les ténèbres annihilatrices                                   | カイメツの刻 ショウメツの闇               | Kaimetsu no toki shōmetsu no yami    | 12 novembre 2009      |
| 21 | Un futur sans souvenirs                                                                  | 思い出の消えた未来                        | Omoide no kieta mirai                | 19 mai 2009           |
| 22 | Mort et paix, côte à côte                                                                | 隣り合わせの死と平和                      | Tonari awase no shi to heiwa         | 26 novembre 2009      |
| 23 | Les vies restantes, les vies éclatées                                                    | 残る命、散る命                            | Nokoru inochi, chiru inochi          | 3 décembre 2009       |
| 23 | Mes sentiments pour toi détruiront le monde                                              | 君への思いが世界を壊す                    | Kimi he no omoi ga sekai wo kowasu   | 10 décembre 2009      |
| 25 | Le désespoir de la séparation, du passé et du karma                                      | 過去と因果と別れの絶望                    | Kago to inga to wakare no zetsubō    | 17 décembre 2009      |
| 26 | Les engrenages du choix                                                                  | 選択の歯車                                | Sentaku no haguruma                  | 24 décembre 2009      |

#### Musique
La musique de tous les génériques a été interprétée par le groupe Angela. La 1re saison a débuté le 2 avril 2009. Le générique de début est Spiral, et celui de fin est Link. Le single des 2 chansons est sortie le 13 mai 2009. La saison 2 a été diffusée le 1er octobre 2009, Le générique de début est Alternative et celui de fin est Kanata no delight.

### Œuvres
1. ↑  « アスラクライン », sur Kadokawa Shoten (consulté le 22 mai 2017)
2. ↑  « アスラクライン(2) 夜とUMAとDカップ », sur Kadokawa Shoten (consulté le 22 mai 2017)
3. ↑  « アスラクライン(3) やまいはきから », sur Kadokawa Shoten (consulté le 22 mai 2017)
4. ↑  « アスラクライン(4) 秘密の転校生のヒミツ », sur Kadokawa Shoten (consulté le 22 mai 2017)
5. ↑  « アスラクライン(5) 洛高アンダーワールド », sur Kadokawa Shoten (consulté le 22 mai 2017)
6. ↑  « アスラクライン(6) おしえて生徒会長! », sur Kadokawa Shoten (consulté le 22 mai 2017)
7. ↑  « アスラクライン(7) 凍えて眠れ », sur Kadokawa Shoten (consulté le 22 mai 2017)
8. ↑  « アスラクライン(8) 真夏の夜のナイトメア », sur Kadokawa Shoten (consulté le 22 mai 2017)
9. ↑  « アスラクライン(9) KLEIN Re-MIX », sur Kadokawa Shoten (consulté le 22 mai 2017)
10. ↑  « アスラクライン(10) 科學部カイメツ », sur Kadokawa Shoten (consulté le 22 mai 2017)
11. ↑  « アスラクライン(11) めぐりあい異世界 », sur Kadokawa Shoten (consulté le 22 mai 2017)
12. ↑  « アスラクライン(12) 世界崩壊カウントダウン », sur Kadokawa Shoten (consulté le 22 mai 2017)
13. ↑  « アスラクライン(13) さくらさくら », sur Kadokawa Shoten (consulté le 22 mai 2017)
14. ↑  « アスラクライン(14) The Lost Files », sur Kadokawa Shoten (consulté le 22 mai 2017)